# Юловский (Целинский район)
Юло́вский — посёлок в Целинском районе Ростовской области.
Административный центр Юловского сельского поселения.

## История
В 1963 году указом Президиума Верховного Совета РСФСР посёлок Центральной усадьбы конезавода имени Ворошилова переименован в Юловский.

## Население
| 2010 |
| ---- |
| 1161 |

## Улицы
| - пер. Гаражный, - ул. Западная, - ул. Заречная, - ул. Манежная, - ул. Механизаторов, - ул. Мира, | - ул. Молодёжная, - ул. Новая, - ул. Октябрьская, - ул. Первомайская, - ул. Почтовая, - ул. Садовая, | - ул. Спортивная, - пер. Тихий, - ул. Транспортная, - ул. Центральная, - ул. Школьная, - ул. Южная. |